# Ostiträsket
Ostiträsket är en sjö i Jokkmokks kommun i Lappland och ingår i Luleälvens huvudavrinningsområde. Sjön har en area på 0,114 kvadratkilometer och ligger 242,9 meter över havet.

## Delavrinningsområde
Ostiträsket ingår i det delavrinningsområde (738215-172792) som SMHI kallar för Mynnar i Flarkån. Medelhöjden är 244 meter över havet och ytan är 16,69 kvadratkilometer. Det finns inga avrinningsområden uppströms utan avrinningsområdet är högsta punkten. Björkmyrbäcken som avvattnar avrinningsområdet har biflödesordning 3, vilket innebär att vattnet flödar genom totalt 3 vattendrag innan det når havet efter 145 kilometer. Avrinningsområdet består mestadels av skog (42 procent) och sankmarker (51 procent). Avrinningsområdet har 0,11 kvadratkilometer vattenytor vilket ger det en sjöprocent på 0,7 procent.